# Света Богородица от Чикинкира
Базиликата „Света Богородица от Чикинкира“ (на испански: Basílica de Nuestra Señora de Chiquinquirá) е католическа църква, разположена в централната част на град Маракайбо, Венецуела. Църквата има неокласическа архитектура, а строителството и продължава от 1686 до 1943 година.